# James Somerville
James Fownes Somerville (Weybridge, (Surrey), 17 juli 1882 – Wells, (Somerset), 19 maart 1949) was een van de bekendste Britse admiraals tijdens de Tweede Wereldoorlog.

## Vroegere carrière
Op 15 januari 1897 ging Somerville als cadet bij de Royal Navy en bereikte de rang van luitenant op 15 maart 1904. Somerville werd een belangrijke radiospecialist van de marine en diende tijdens de Slag om Gallipoli tijdens de Eerste Wereldoorlog, hiervoor ontving hij de Orde van Voorname Dienst.
Somerville bleef ook na de oorlog in dienst en promoveerde op 31 december 1921 tot kapitein en voerde het bevel over de HMS Benbow. Somerville was van 1925 tot 1927 de directeur van de Admiralty’s Signal Department en was van 1929 tot 1931 marine-instructeur aan de Imperial Defence College. Hij promoveerde in 1932 tot commodore en op 12 oktober 1933 tot rear admiral.
Van 1936 tot 1938 voerde Somerville het bevel over de torpedojagers van de Mediterranean Fleet en tijdens de Spaanse Burgeroorlog hielp hij Majorca te beschermen tegen de Spaanse republikeinen. Op 11 september 1937 promoveerde hij tot vice-admiraal. In 1938 en 1939 diende hij in Oost-Indië en ging vervolgens in 1939 met pensioen vanwege medische redenen.

## Europese operaties, 1939-1942
Somerville werd in 1939 vanwege de Tweede Wereldoorlog in speciale dienst teruggeroepen en in het volgende jaar deed hij belangrijk werk voor de ontwikkeling van de radar in de marine. Somerville diende onder admiraal Bertram Ramsay en hielp mee bij de organisatie van Operatie Dynamo.
Zijn volgende missie was als marinecommandant op de HMS Hood van de nieuwe gevormde Force H met als basis Gibraltar. Nadat maarschalk Philippe Pétain op 22 juni 1940 een wapenstilstand tekende met Duitsland gaf Winston Churchill Somerville de opdracht om de belangrijkste delen van de Franse vloot in Mers-el-Kébir in Noord-Afrika te neutraliseren door aan te vallen en te vernietigen als alle andere opties faalde. Churchill schreef hem:
Je bent belast met een van de meest onaangename taak waarmee een Britse admiraal ooit is geconfronteerd, maar we hebben het volste vertrouwen in u en vertrouwen erop dat je het meedogenloos zou uitvoeren.
Hoewel hij persoonlijk voelde dat zijn bevelen om aan te vallen wanneer alle andere mogelijkheden mislukten een vergissing was, voerde Somerville zijn orders uit en viel uiteindelijk de Franse vloot die voor anker lag aan. De aanvalsmacht van Somerville brachten zware schade toe aan hun voormalige bondgenoot, waaronder het tot zinken brengen van het slagschip Bretagne. Diverse andere Franse schepen werden beschadigd tijdens het bombardement. De operatie was een succes.
Als hoofd van Force H organiseerde Somerville op 9 februari 1941 het bombardement op Genua en speelde ook een belangrijke rol in de achtervolging en tot zinken brengen van het Duitse slagschip
Bismarck op 26 mei 1941. Hij was ook betrokken bij de bescherming van een aantal konvooien naar Malta en Egypte. Hij ontving in 1941 de Orde van het Britse Rijk voor het succes van Force H.

## Indische Oceaan, 1942-1944
Somerville werd in maart 1942 commandant van de British Eastern Fleet als vervanger van admiraal Sir Geoffrey Layton. De Eastern Fleet had zijn basis in Trincomalee, Ceylon (nu Sri Lanka) na de overgave van Singapore, maar Somerville was ontevreden met de veiligheid van de basis en hij beval de bouw van een alternatieve basis op Addu Atol in de Malediven. Door de Japanse opmars door Birma en de verovering van de Andamanen werd het grootste deel van de vloot gedwongen zich te verplaatsen naar Addu Atol en naar Kilindini in Oost-Afrika.
Na de Aanval in de Indische Oceaan door admiraal Chuichi Nagumo in april demonstreerde de wijsheid van Somerville verplaatsing van de basis van Trincomalee. Na de tot zinking brengen van een vliegkampschip en twee kruisers probeerde hij om de Japanse vloot te onderscheppen, maar faalde.
In 1944 was het mogelijk door versterkingen die Somerville kreeg om een offensief van agressieve luchtaanvallen op door de Japanners bezet Nederlands-Indië in te zetten, waardoor de vliegeniers van de marine expertise kregen dat later van pas kwam in de Pacific.

## Latere carrière
Somerville werd in augustus 1944 vervangen door admiraal Bruce Fraser als bevelhebber van de Eastern Fleet. Twee maanden later werd hij van 1944 tot december 1945 aan het hoofd geplaatst van de Britse Admiraliteitsdelegatie in Washington D.C., waar hij het voor elkaar kreeg tot verrassing van iedereen om het goed te kunnen vinden met de notoire anti-Britse admiraal Ernest King, het Amerikaanse hoofd van Marine Operaties.
Hij promoveerde op 8 mei 1945 tot Admiral of the Fleet en ging vervolgens met pensioen. Hij werd in augustus 1946 Lord Lieutenant of Somerset en leefde met zijn familie in Dinder House waar hij op 19 maart 1949 stierf.

## Militaire loopbaan
- Naval Cadet: 1897[1]
- Midshipman: 15 juni 1898[1]
- Sub-Lieutenant: 15 december 1901[1]
- Lieutenant: 15 maart 1904[1]
- Lieutenant-Comander: 15 maart 1912[1]
- Commander: 31 december 1915[1]
- Captain: 31 december 1921[1]
- Rear Admiral: 12 oktober 1933[1]
- Vice Admiral: 11 september 1937[1]
- Admiral: 6 april 1942[1]
- Admiral of the Fleet: 8 mei 1945[1]

## Decoraties
- Ridder Grootkruis in de Orde van het Bad op 22 augustus 1944[1]
- Ridder Commandeur in de Orde van het Bad op 8 juni 1939
- Lid in de Orde van het Bad op 1 januari 1935
- Ridder Grootkruis in de Orde van het Britse Rijk op 1 januari 1946[1]
- Ridder Commandeur in de Orde van het Britse Rijk op 	21 oktober 1941[1]
- DSO op 14 maart 1916
- Commander in het Legioen van Verdienste op 14 december 1945[1]
- Dagorder op 14 maart 1916 en 16 augustus 1940 (wegens uitmuntend dienstbetoon bij de evacuatie van de Geallieerde legers van de stranden bij Duinkerken.)[1]
- Ridder Grootkruis in de Orde van Oranje-Nassau op 7 augustus 1945 (wegens uiterst waardevol dienstbetoon aan de Koninklijke Nederlandse Marine in zijn hoedanigheid als Opperbevelhebber van de Oostelijke Vloot.)[1]
- Ridder van Justitie en Gratie in de Orde van Sint-Jan op 23 december 1946